# 関西医科大学天満橋総合クリニック

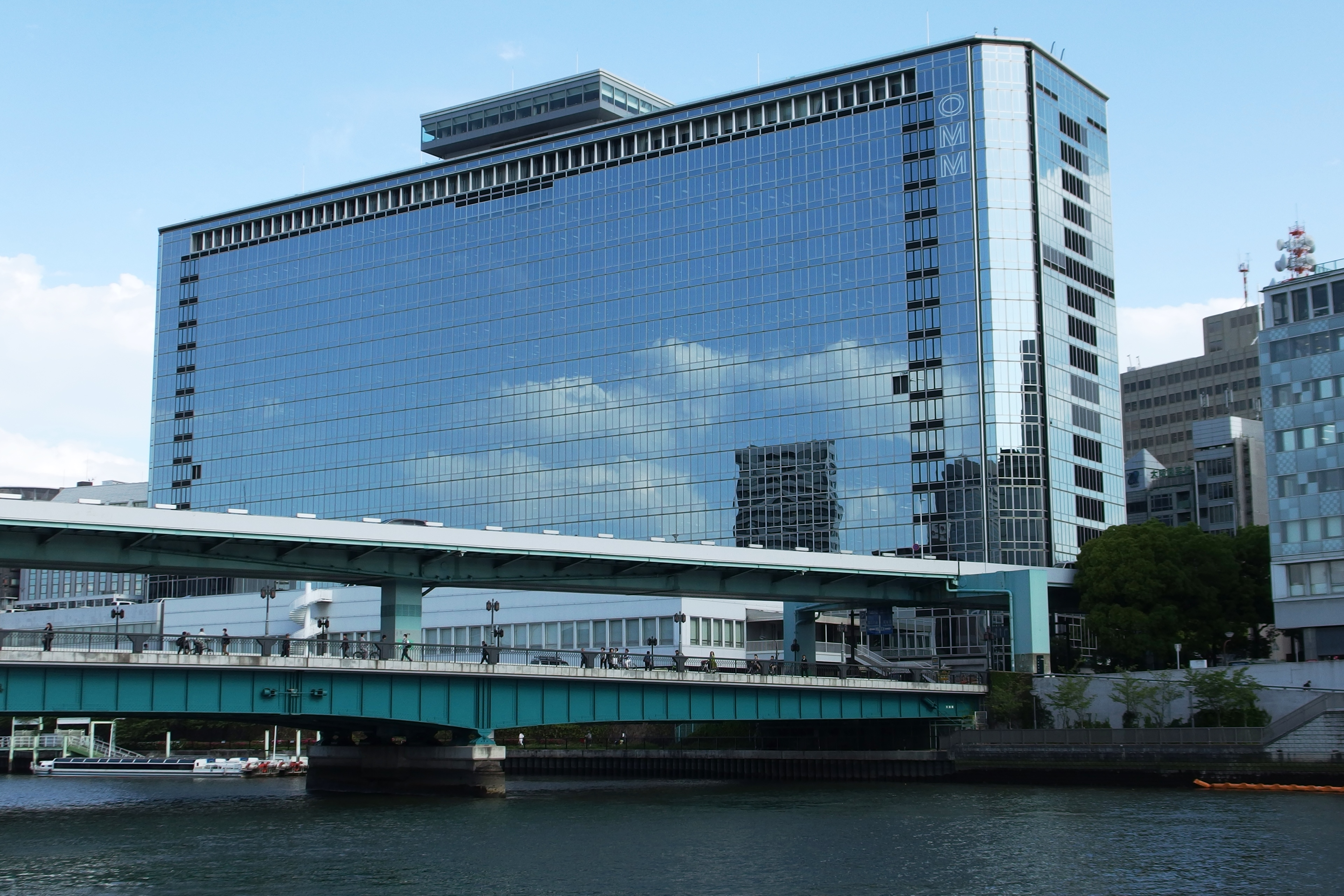
当センターの入居するOMMビル

関西医科大学天満橋総合クリニック（かんさいいかだいがくてんまばしそうごうクリニック）は学校法人関西医科大学が、大阪府大阪市中央区大手前1丁目に設置する診療所。

## 概要
5つある関西医科大学附属医療機関の1つとして、内科、皮膚科といった外来診療のほか、総合健診センターで人間ドックも行っている。
2012年4月1日に財団医療法人OMMメディカルセンターは学校法人関西医科大学と経営統合し、関西医科大学天満橋総合クリニックと名称を変更した。

## 沿革
- 1969年 - OMMメディカルセンター開設
- 2012年 - 関西医科大学天満橋総合クリニックに改称

## 診療科
- 内科
- 眼科
- 耳鼻咽喉科
- 皮膚科
- 婦人科
- 放射線科
- 乳腺外来

## 医療機関の指定・認定
（下表の出典）
| 保険医療機関 | 精神保健指定医の配置されている医療機関 |

## 交通アクセス
- 京阪本線・京阪中之島線・Osaka Metro谷町線「天満橋駅」よりすぐ[2]